# قلعه یونه‌زاوا
قلعه یونه‌زاوا (به ژاپنی: 米沢城, Yonezawa-jō) یک قلعه ژاپنی مسطح است که مرکز یونه‌زاوا، یاماگاتا در استان یاماگاتا در ژاپن قرار دارد. این قلعه به خاندان اوئسوگی تعلق داشته‌است.